# Varen
Varen (francouzsky Varonne) je obec ve švýcarském kantonu Valais, okrese Leuk. Žije zde 642 obyvatel.

## Geografie

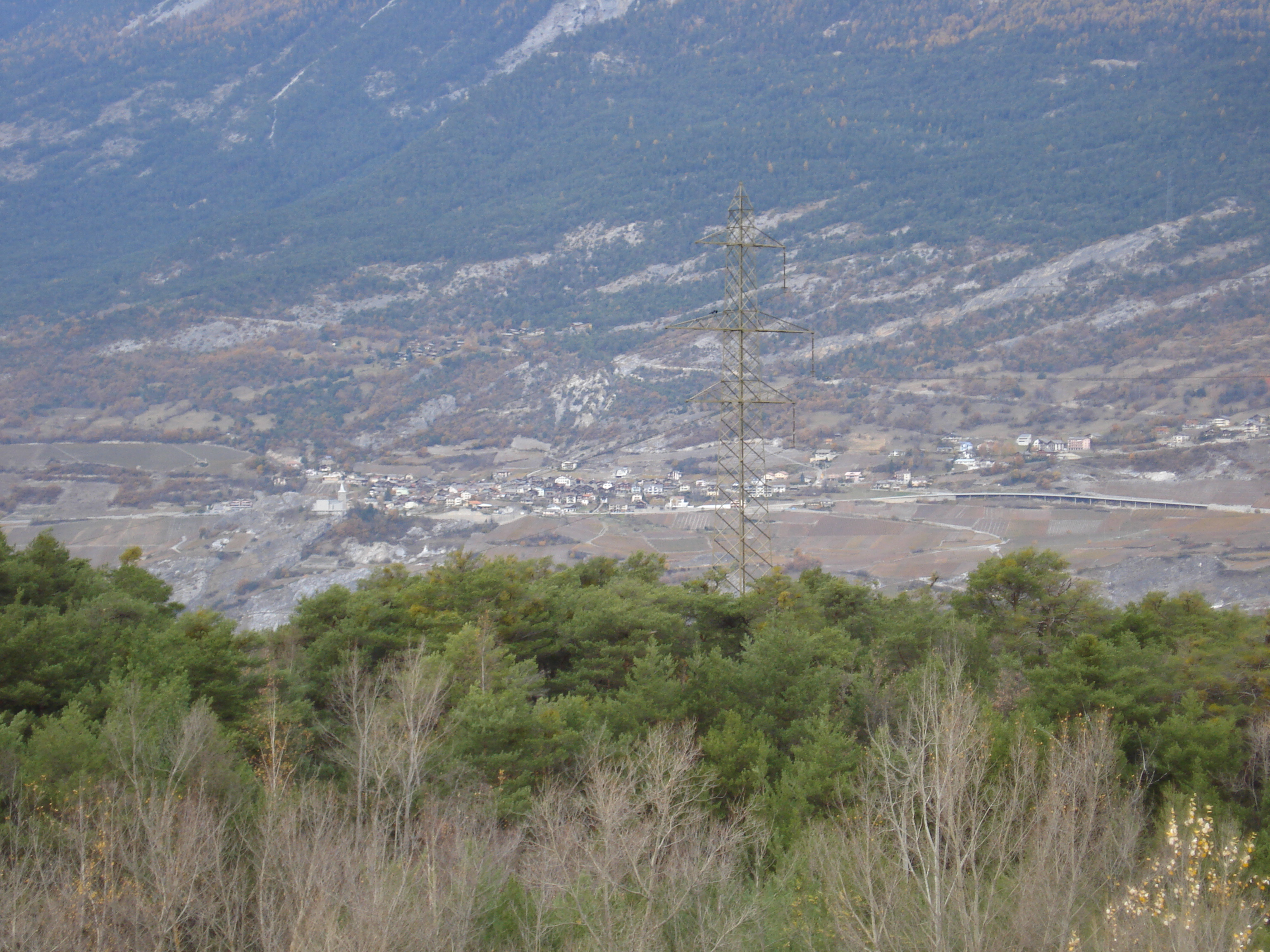
Varen, pohled od lesa Pfynwald

Varen leží na pravé straně údolí Rhôny mezi obcemi Leuk a Salgesch. Na jihu leží hranice obce na okraji širokého koryta řeky Rhôny, na východě a severovýchodě navazuje na soutěsku Dala a dále na skalní stěnu Schattuflüe. Na západě tvoří část hranice obce horský potok Gulantschi. Na severozápadě patří Varneralp a vyvýšená horská pastvina Chumme k obci Varen. Nad ní tvoří horský hřeben od Nuseyhornu přes Trubelstock až po Tschajetuhorn konec alpské krajiny v katastru Varenu.
Několik zavlažovacích kanálů (tzv. Suonen) přivádí vodu z horských potoků na pole ve Varenu.

## Historie

Letecký pohled (1955)

Název místa je předněmeckého původu. Jedná se o původní název vodstva, který byl druhotně přenesen na obec. Je utvořen z indoevropského kmene *var- („voda, déšť, řeka“) a keltské přípony -ona.
Archeologické vykopávky dokládají osídlení Varen již v době bronzové (8. století př. n. l.). První písemná zmínka o obci pochází z roku 1241 z listiny o prodeji vinice, kdy biskupství Sion koupilo od rodiny de Varona zboží ve Varenu, které následně spravovalo jako léno; písemně byly obecní stanovy zaznamenány v roce 1543.
V roce 1363 získal Varen část Alp zum Stein, v roce 1379 pole Condemina, v roce 1382 biskupské zboží a v roce 1383 lokalitu Blechten. V letech 1484 a 1493 obec upravila užívání vodovodů z řeky Dala, v roce 1556 hranici s Leukem a v roce 1666 se Salgeschem. První zemědělský cech byl založen v roce 1543 a poslední v roce 1816. Varen původně patřil církevně k Leuku a v roce 1783 se stal samostatnou farností.
Během bitvy u Pfynwaldu v roce 1799 bylo do soutěsky Dala svrženo mnoho francouzských útočníků. Jako odplata byl vypálen kostel Sedmibolestné Panny Marie, který byl již mezi lety 1800–1804 obnoven.
V roce 1990 byla otevřena nová spojovací silnice Varen–Leuk přes nově postavený most přes říčku Dalu.

## Obyvatelstvo

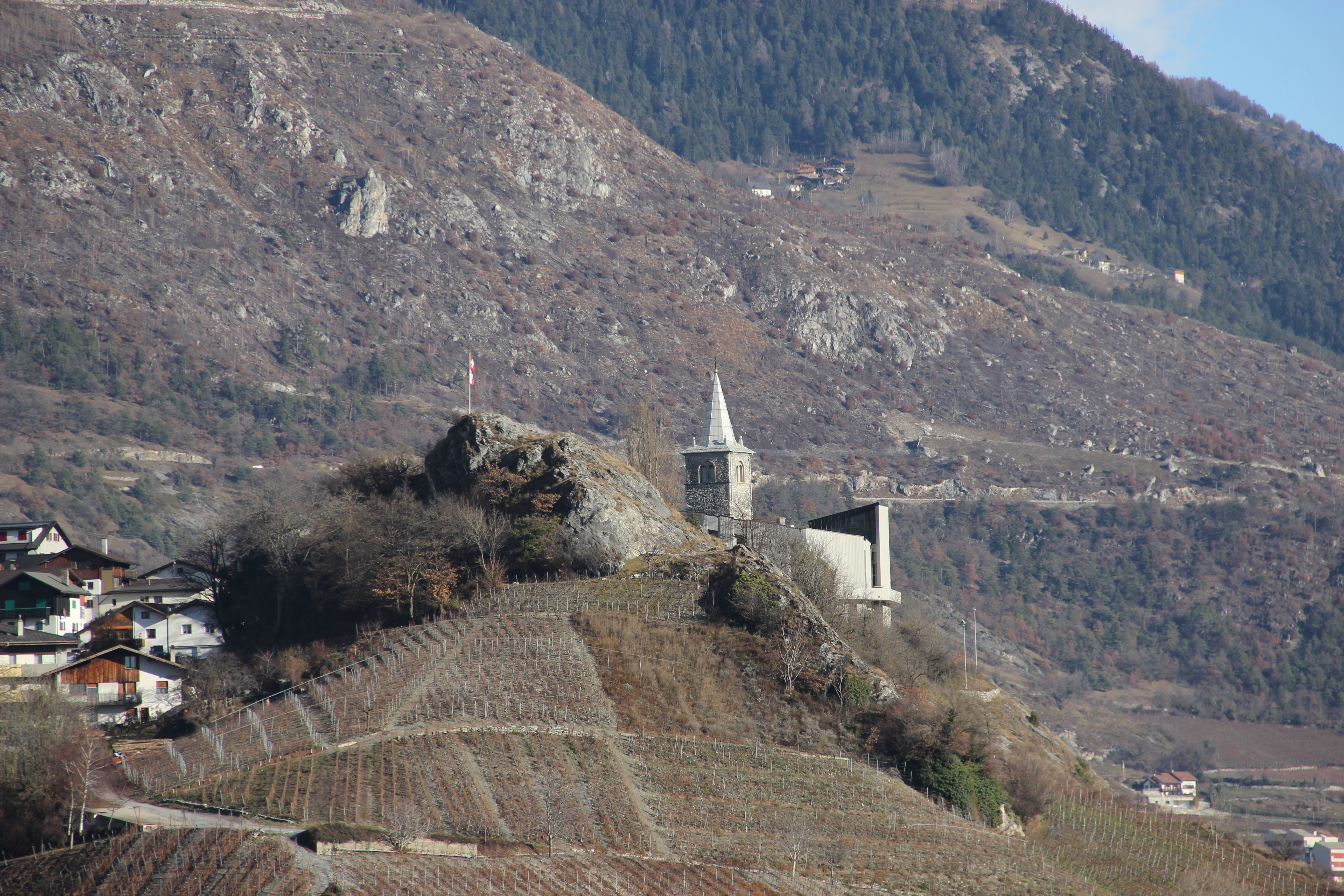
Kostel Sedmibolestné Panny Marie

| Rok            | 1798 | 1850 | 1900 | 1950 | 2000 | 2010 | 2012 | 2014 | 2016 |
| Počet obyvatel | 282  | 413  | 484  | 605  | 602  | 624  | 614  | 616  | 619  |

## Hospodářství

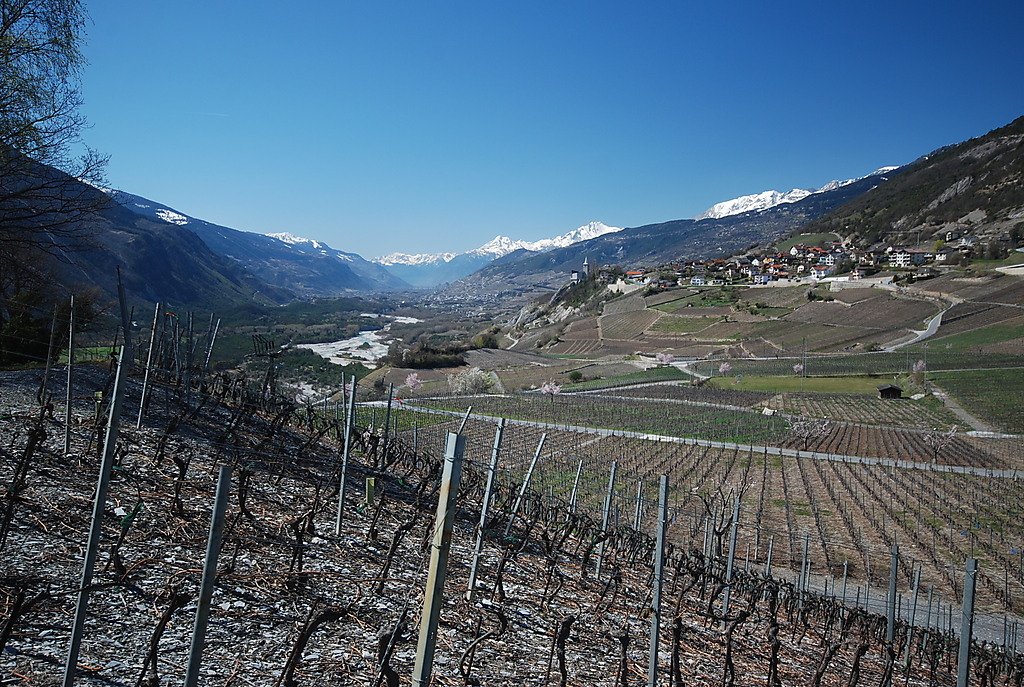
Vinice v okolí Varenu

Na ploše 132 hektarů se ve Varenu ročně vyrobí přibližně 1 milion litrů vína. Kromě typických valaiských odrůd, jako jsou Rouge du Pays (neboli Cornalin du Valais, Valais Cornalin), Chasselas, Johannisberg, autochtonní Petite Arvine nebo Cornalin d’Aoste (neboli Humagne Rouge, Cornalin) a Humagne Blanc, se zde pěstují také speciality jako Gwäss (Gouais) a Plantscher. V obci je deset vinařství, která jsou vedena jako rodinné podniky.
Koncem září se každoročně koná slavnost vína Pfyfoltru. Pfyfoltru (pojem pro motýla, používaný v oblasti Valais) je symbolem vinařské obce Valais a zároveň označuje speciální odrůdu Pinot Noir, která se za určitých podmínek vyrábí pouze ve Varenu a jeho okolí.